# ZHX1
ZHX1‏ (Zinc fingers and homeoboxes 1) هوَ بروتين يُشَفر بواسطة جين ZHX1 في الإنسان.